# Surfers' Choice
Surfers' Choice é o álbum de estreia do guitarrista de surf rock Dick Dale. O álbum foi gravado basicamente ao vivo, com Dale acompanhado de sua banda (Dick Dale & His Del Tones) no Rendezvous Ballroom, sofrendo alguns overdubs posteriores.
Ele foi lançado em 1962 com o selo Capitol Records e vendeu aproximadamente 88 mil cópias. Em 2006, o álbum foi relançado com o selo Sundazed Records, nos formatos, CD, download digital, e em vinyl.
Entre os destaques do álbum estão "Let’s Go Trippin", considerada por muitos como a 'mãe' de todas as canções de surf, além de Misirlou, recornhecida como um dos maiores clássicos da música surf.

## Faixas
Todas as canções foram compostas por Dick Dale, exceto onde indicado
Lado A
1. "Surf Beat"
2. "Sloop John B" (Carl Sandburg, Lee Hays)
3. "Take It Off"
4. "Night Owl" (Tony Allen)
5. "Fanny Mae" (Buster Brown)
6. "Misirlou Twist" (Chaim Tauber, Fred Wise, Milton Leeds, Nicholas Roubanis)

Lado B
1. "Peppermint Man" (Alonzo Willis)
2. "Surfing Drums"
3. "Shake 'n' Stomp"
4. "Lovey Dovey" (Eddie Curtis, Nuggy)
5. "Death of a Gremmie"
6. "Let's Go Trippin'"

### Bonus Track (Relançamento em CD 2006)
1. "Del-Tone Rock"
2. "Jungle Fever" (a later version of "Surfing Drums" with jungle noises added)
3. "Misirlou"
4. "Eight Till' Midnight"
5. "Lovin' on My Brain"
6. "A Run For Life"

## Desempenho nas Paradas Musicais

### Álbum
| Ano  | Parada Musical         | Desempenho | Ref.  |
| ---- | ---------------------- | ---------- | ----- |
| 1963 | Billboard Music Charts | # 59       | [ 4 ] |

### Singles
| Ano  | Parada Musical        | Single            | Desempenho | Ref.  |
| ---- | --------------------- | ----------------- | ---------- | ----- |
| 1962 | Billboard Pop Singles | Let’s Go Trippin’ | # 60       | [ 4 ] |